# MUSÉ (日本のガールズ・ユニット)
MUSÉ（MUSE； ミューズ）は、静岡県出身の女性4名によるガールズ・ユニット。
所属事務所は ケイエスエージェンシー(2021年9月～)。

## 概要
MUSÉ（MUSE； ミューズ）は、歴代のミス・ユニバース・ジャパンの静岡県代表、モデル、ダンサーといった経歴を持つ女性4名で構成されるガールズ・ユニット。
2018年ミス・ユニバース・ジャパンの静岡代表である露木樹里が他のメンバーに声をかけて、2019年7月に結成された。メンバーはいずれも静岡県出身。
静岡県を拠点として活動しており、音楽・ダンスユニットとしてオリジナル楽曲を配信しているほか、SNSによる情報発信、ライブ配信などの活動を行なっている。
MUSÉの「É」はアキュート・アクセント付きが正式表記だが、簡易に「MUSE」と表記されることも多い。
所属事務所は ケイエスエージェンシー（2021年9月～）。
所属レコードレーベルはBIG UP!（2022年4月～）。
2024年3月31日をもって4人での活動を一旦休止。

## メンバー
| メンバー                     | 生年月日              | 身長    | 人物紹介 |
| ---------------------------- | --------------------- | ------- | --- |
| 露木 樹里 JURI TSUYUKI       | 1995年8月2日（30歳）  | 164.5cm | - MUSÉ（ミューズ）のリーダー。 - 2018年ミス・ユニバース・ジャパン静岡 グランプリ。 - 11歳から本格的にダンスを始め、中学2年生の時にロサンゼルスへ短期ダンス留学。 - MUSÉ結成以前の2012年8月～2017年9月はアイドルグループORANGE PORTに在籍。 - 同グループ在籍期は2013年からリーダーを務め、沼津国際親善アイドル大使として「Japan Expo」(2014～2016/フランス・パリ)、台湾漫画博覧会(2015～2016/台湾)といった海外公演にも出演した。 この期間に400講演以上のステージを経験している。 - モデル、CM出演、舞台出演、イベントオーガナイズなどの経歴がある。 - 2025年muse+として活動再開 |
| 梶 麻里子 MARIKO KAJI        | 1996年2月22日（29歳） | 168cm   | - 2018年ミス・ユニバース・ジャパン静岡 準優勝。 - 2019年ミス・ユニバース・ジャパン静岡 グランプリ。 - リーダーの露木とはミス・ユニバース・ジャパン静岡を通じて知り合っている。 - 露木曰く、ミス・ユニバース・ジャパン静岡を同時に競った仲であることから「戦友」と評している。 2019年の優勝時は、前年の同大会優勝者である露木からティアラをかけられる形となった。 - 日本人の父とフィリピン人の母を持つ。 - モデル、CM出演、舞台出演、MCなどの経歴がある。 - 2025年muse+として活動再開 |
| 柴山 星莉奈 SERINA SHIBAYAMA | 1996年7月20日（29歳） | 166cm   | - 2015年ミス・ユニバース・ジャパン静岡 グランプリ。 - 2019年ミス・グランド・ジャパン静岡 グランプリ。 - リーダーの露木とはミス・ユニバース・ジャパン静岡を通じて知り合っている。 - EXILE/大塚愛 バックダンサー、モデル、CM出演、舞台出演などの経歴がある。 - 2024年自身によるオリジナルブランド【CORE.】(読:ｺﾚ)を立ち上げ。【CORE.】 |
| 麻生 じゅんな JUNNA ASO      | 1997年5月30日（28歳） | 160cm   | - 幼少期（6歳頃）に触れて以来、深くよさこいに携わる。 自身インスタグラムのプロフィール上では「よさこい女子」と称している（本稿執筆時点）。 よさこい発祥の地 高知県の「ほにや」「濱長花神楽」、埼玉県の「勇舞会」等に所属し、全国各地で踊り手としてステージを経験している。 - 着物女子を公言しており、沼津市の老舗呉服店「大田呉服店」の着物モデルでもある。 - MUSÉメンバーであると同時に、沼津市のよさこいチーム「駿河リゾート」にも所属し、踊り手としてだけでなくよさこいを通じた全国的な交流や町興し活動にも携わっている。 駿河リゾートでは、2017年以降3年間に渡りツートップの一方を務め、よさこい東海道沼津祭りなどで演舞している。 沼津秋まつりよさこい東海道2024にて大賞受賞。 - リーダーの露木は同郷の先輩にあたり、同じ小学校・中学校を卒業している。 - 着物モデル、CM出演、舞台出演などの経歴がある。 - K-MIX【買いますKOYAMA】買取クエストレポーター担当(レギュラー） - 2025年4月 警視庁三田警察署1日署長を務め、交通安全を呼び掛け。FNN NNN TBS |

## 来歴
| 時期   | 時期             | 内容 |
| ------ | ---------------- | --- |
| 2019年 | 7月              | ユニット結成 |
|        | 10月             | MUSÉ デビューステージ |
|        | 10月             | Stephanie comb（ステファニー コーム） ヘアモデル                                                                                       |
|        | 10月             | 2012年Miss International Queen ショー部門優勝 月島紅 主催パーティ（PRISCILLA 16周年）にゲスト出演                                      |
|        | 12月             | アスルクラロ沼津最終戦 ステージ出演 |
| 2020年 | 2月19日～2月23日 | 日本商工会議所青年部 - 日本YEG 沼津全国大会 ステージ出演                                                                               |
|        | -                | スペシャルシークレットライブ 「ピンクレディー未唯 feat MUSÉ」講演                                                                      |
|        | 3月8日           | 2020年ミス・ユニバース・ジャパン 静岡県大会 ゲスト出演                                                                                 |
|        | 11月20日         | 2020年ミスユニバーシティ 日本大会 ゲスト出演                                                                                           |
|        | 7月3日           | 渋谷クロスFM ラジオ番組出演 |
|        | 9月3日           | Lush Music主催の企画 「MusicVideo制作を勝ち取れ!!」で、MUSÉオリジナル楽曲「I need」が1位を獲得                                         |
|        | 12月12日         | MUSÉ ファーストシングル「I need」のMVをリリース                                                                                        |
|        | 7月～            | 静岡朝日テレビ 『となりのスターさん』レギュラー出演開始                                                                                |
| 2021年 | 4月～            | K-mix 『東大生 西岡壱誠の西岡ゼミ』 ゲスト出演                                                                                         |
|        | 5月～            | テレビ静岡 『DJ KOOのどうぶつ最KOOOO!!』 レギュラー出演開始                                                                            |
|        | 9月24日          | 清水エスパルス 明治安田生命J1リーグ ヴィッセル神戸戦 スタジアム場外事前イベント「SPARKLE!! GIRLS FRIDAY NIGHT」SPARKLEダンスショー出演 |
| 2022年 | 1月              | 新事務所発表、MUSÉ ホームページ開設 |
|        | 4月2日～4月3日   | 第66回静岡まつり ステージ出演（於：駿府城会場） 新曲「STAY GLOW」披露（スペシャルゲスト:DJ KOO]）                                      |
|        | 4月27日          | 移籍1stシングル「STAY GLOW」より、TRFのDJ KOOをプロデューサーに迎えアーティストとして活動再開                                          |
|        | 4月29日～4月30日 | テレビ静岡 『ただいま！テレビ』 ほか、メディア出演                                                                                     |
|        | 4月30日          | ベルテックス静岡 第30節 トライフープ岡山戦 オープニングアクト 出演                                                                     |
|        | 5月22日          | 清水港フラワーフェスタ2022 出演 |
|        | 6月10日          | 警視庁 小岩警察署 一日署長を務め、痴漢撲滅を呼び掛け                                                                                   |
|        | 7月16日、7月31日 | 清水エスパルス 清水の大祭典 「盛り上げ隊」として就任、スタジアムでダンスパフォ―マンスを披露                                            |
|        | 8月20日          | 駿府城夏まつり「ナツゲキ」 DJ KOOとのコラボステージ出演                                                                                |
|        | 9月10日          | WARAJI FES 22 〜わらじ供養祭〜 出演 |
|        | 10月29日         | 日本工学院専門学校 東京工科大学「第55回 かまた祭」ステージ出演                                                                         |
|        | 10月30日         | 「2022ふじえだ産業祭」 ステージ出演 |
|        | 11月13日         | 「よさこい東海道沼津祭り 2022」ステージ出演                                                                                            |

## ディスコグラフィ
|            | タイトル         | リリース                                         | デジタル・ダウンロード                              | 楽曲情報                    |
| ---------- | ---------------- | ------------------------------------------------ | --------------------------------------------------- | --------------------------- |
| 1st        | I need           | 2020年12月12日 リリース 2021年5月20日 再リリース | *事務所移籍に伴う配信休止 *事務所移籍に伴う配信休止 | 作詞：chelkyo 作曲：chelkyo |
| 2nd        | What Ya Gonna Do | 2021年4月1日 リリース 2021年5月27日 再リリース   | *事務所移籍に伴う配信休止 *事務所移籍に伴う配信休止 | 作詞：TAK 作曲：TAK         |
| 3rd        | TASTY            | 2021年6月26日 リリース                           | *事務所移籍に伴う配信休止 *事務所移籍に伴う配信休止 | 作詞：chelkyo 作曲：chelkyo |
| 4th        | DIVE INTO        | 2021年7月29日 リリース                           | *事務所移籍に伴う配信休止                           | 作詞：chelkyo 作曲：chelkyo |
| 移籍後 1st | STAY GLOW        | 2022年4月27日 リリース                           | 音楽配信サービスBIG UP!より配信                     | Produce:DJ KOO 作詞:MUSÉ    |
| 2nd        | TRY to DANCE     | 2022年7月13日 リリース                           | 音楽配信サービスBIG UP!より配信                     | Produce:DJ KOO 作詞:MUSÉ    |

## 出演
| 放送期間 | 放送期間         | メディア・放送局など                         | 番組など                                | 出演枠         |
| -------- | ---------------- | -------------------------------------------- | --------------------------------------- | -------------- |
| 2020年   | 7月～2022年3月   | 静岡朝日テレビ                               | 『となりのスターさん』                  | レギュラー出演 |
| 2021年   | 4月～            | K-mix                                        | 『東大生 西岡壱誠の西岡ゼミ』           | 定期ゲスト出演 |
|          | 4月～            | テレビ静岡                                   | 『DJ KOOのどうぶつ最KOOOO!!』           | レギュラー出演 |
| 2022年   | 4月29日～4月30日 | テレビ静岡、静岡第一テレビ、K-mix、SBSラジオ | 『ただいま！テレビ』 ほか、メディア出演 | ゲスト出演     |